# وینسنت موراتوری
وینسنت موراتوری (انگلیسی: Vincent Muratori؛ زادهٔ ۳ اوت ۱۹۸۷) بازیکن فوتبال اهل فرانسه است.
از باشگاه‌هایی که در آن بازی کرده‌است می‌توان به باشگاه فوتبال نانسی و آ.اس موناکو اشاره کرد.
وی همچنین در تیم ملی فوتبال زیر ۲۱ سال فرانسه بازی کرده‌است.